# Музей книги и книгопечатания
Музей книги и книгопечатания Украины (до июля 2000 года — Государственный музей книги и книгопечатания Украины) — музей в Киеве, расположенный на территории Национального Киево-Печерского заповедника (Лавры).

## История

### Основание заведения
Основан постановлением Совета министров УССР № 137 от 17 марта 1972 года (1972 год по решению ЮНЕСКО отмечался как Международный год книги).
Открытие экспозиции состоялось 23 апреля 1975 года. В мае 2000 года экспозиции была обновлена и дополнена.

### Помещения музея
Главные помещения заведения расположены в здании печатного двора (печатни) Киево-Печерской Лавры, который основан в 1615 году. Основатель печатного двора — архимандрит Елисей Плетенецкий. Во внутреннем дворике сохранилась мастерская-словолитня, тоже музейное помещение.
Первичная печатня была деревянной и одноэтажной. Её внешний вид запечатлён на гравюре 1638 года. В 1701 году деревянное строение заменили на каменное. Пожар 1718 года повредил её. Печатню отремонтировали, а со временем надстроили второй этаж.
Уклон земельного участка на восток и угроза разрушения сподвигали укрепить строение аркоподобными контрфорсами — аркбутанами, известными по соборам периода готики. Здание музея (корпус № 9) — памятник архитектуры XVIII столетия — в достаточно сдержанных формах провинциального барокко.
В мае 2000 года завершены ремонтно-реставрационные работы. Общая экспозиционная площадь музея теперь — 930 м², а площадь двух выставочных залов достигает 300 м².

## Коллекция музея
Коллекция музея сформирована на базе книжного отдела Киево-Печерского историко-культурного заповедника и значительно дополнена в результате поисковой работы в книгохранилищах Москвы, Санкт-Петербурга, Киева, экспедиций по стране, подарков известных учёных-книголюбов (в частности Григория Коляды — свыше 700 единиц), коллекционеров, издательств, художников (оригиналы книжной и станочной графики), а также закупок за государственные и музейные средства.
В музее собрано свыше 56 тысяч экспонатов, которые отражают историю книги и книжного дела на территории современной Украины со времён Киевской Руси до наших дней: копии (факсимиле) рукописных книг XI—XV столетий, копии первых печатных кириллических книг, оригиналы старопечатных книг XVI—XVIII столетий, деревянные и медные клише гравёров XVII—XVIII ст., отдельные печатные станки XVIII—XIX столетий, оригиналы книжной графики XX века.
Экспонируются старопечатные книги известных церковных и культурно-образовательных деятелей XVII—XIX столетий, таких как Пётр Могила, Иннокентий (Гизель), Иоаникий Галятовский, Иосиф Тризна, Лазарь Баранович, Димитрий Ростовский, Евгений (Болховитинов).
Акцент в экспозиции сделан на том, что книгопечатание поднимало украинское самосознание. В частности, отображена роль в этом процессе Львовского, Острожского, Киево-Печерского, Черниговского книгоиздательств.